# Linceo (hijo de Egipto)

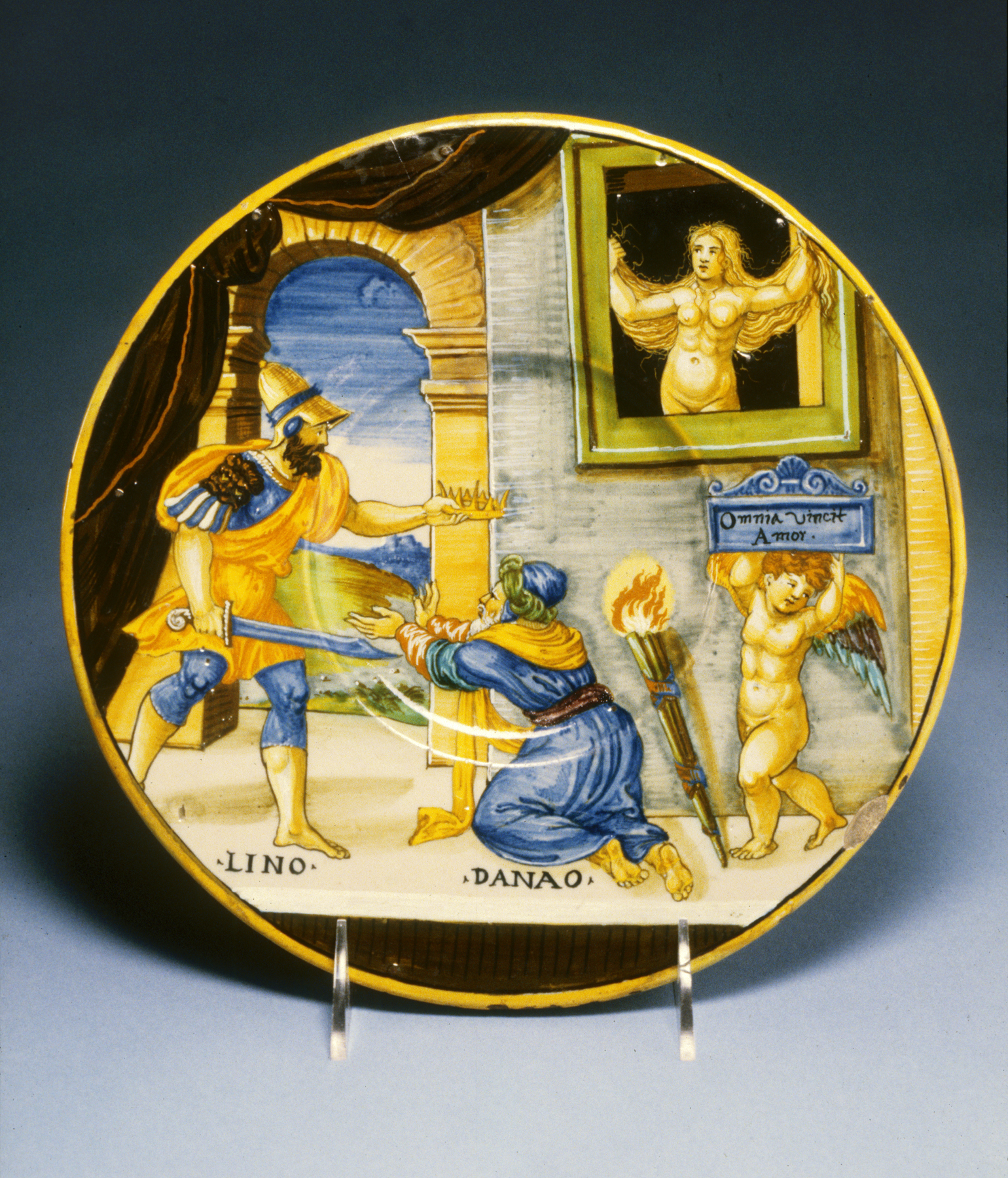
Hipermnestra observando a Linceo tomando la corona de su padre (mayólica de Francesco Xanto Avelli, 1537).

En la mitología griega Linceo (en griego Λυγκεύς), o más raramente Lino, era el mayor de los cincuenta hijos de Egipto. Su madre era una mujer de linaje real, llamada Argifía o bien Eurírroe, una náyade hija del Nilo.
Se dice que los hijos de Egipto llegaron a Argos y exhortaron a Dánao, hermano de Egipto, a poner fin a su enemistad, y le pidieron a este a sus hijas en matrimonio. Dánao, aunque desconfiaba de sus propósitos y guardaba rencor por su exilio, consintió y distribuyó a las muchachas. Reservaron a Hipermestra, que era la mayor de las danaides, para Linceo, que también era el primogénito. Dánao celebró un banquete y proporcionó cuchillos a sus hijas. Estas degollaron a sus esposos mientras dormían, excepto Hipemestra, quien salvó a Linceo porque había respetado su virginidad; por ello Dánao la encerró manteniéndola vigilada. Ovidio describe la carta que Hipermestra escribió a Linceo, mientras la muchacha estaba encadenada por orden de Dánao.
Se dice que Linceo, huyendo de Argos, llegó a Lircea sano y salvo. Había convenido con Hipermestra en encender una antorcha si escapaba a Dánao y se ponía en seguro. Dicen que ella también encendió otra en Larisa para mostrar que ella también estaba ya fuera de peligro. Por esto los argivos cada año celebran una fiesta de antorchas. Más tarde Dánao unió oficialmente en matrimonio a Hipermestra y a Linceo. Linceo sucedió a Dánao en el trono de Argos y poco tiempo después Hipermestra le hizo padre de un hijo, Abante. Se dice que el propio Abante había anunciado a Linceo e Hipermestra la muerte de Dánao. No obstante unos dicen que Linceo mató finalmente a Dánao en venganza por las muertes de sus hermanos. Otros que mató personalmente a las demás danaides. Y otros más aseguran que Linceo consiguió por fin la paz entre Dánao y Egipto. Sea como fuere, cerca del ágora de Argos hay un altar de Zeus Fixio («preservador de los fugitivos») y cerca un sepulcro de Hipermestra y con ella está enterrado Linceo.
| Predecesor: Dánao | Reyes de Argos | Sucesor: Abas |